# Birgitte Sættem Jomaas
Herdis Birgitte Sættem Jomaas (* 9. Juli 1978 in Molde, geborene Birgitte Sættem) ist eine ehemalige norwegische Handballspielerin, die dem Kader der norwegischen Nationalmannschaft angehörte. Mittlerweile ist sie als Handballtrainerin tätig.

## Karriere

### Im Verein
Sættem Jomaas spielte anfangs in ihrer Geburtsstadt beim Sportsklubben Rival. Nach der Saison 1997/98 schloss sich die Rückraumspielerin dem norwegischen Erstligisten Larvik HK an. Mit Larvik gewann sie fünf Mal die norwegische Meisterschaft, fünf Mal den norwegischen Pokal sowie in der Saison 2004/05 den Europapokal der Pokalsieger. Sie musste sich im Jahr 2003 aufgrund von Schmerzen in einer Schulter operieren lassen. Da Sættem Jomaas weiterhin mit Schulterproblemen zu kämpfen hatte, wurde sie bei Larvik hauptsächlich in der Abwehr eingesetzt. Im Jahr 2006 entschied sie sich, aufgrund ihrer Verletzungsprobleme und ihrer ersten Schwangerschaft ihre Karriere zu beenden.
Sættem Jomaas nahm im Jahr 2014 mit ehemaligen Mitspielerinnen von Larvik HK an der norwegischen Beachhandball-Meisterschaft teil, bei der die Mannschaft den vierten Platz belegte.

### In der Nationalmannschaft
Sættem Jomaas lief zwei Mal für die norwegische Jugendnationalmannschaft und 29 Mal für die norwegische Juniorinnennationalmannschaft auf. Mit der Juniorinnenauswahl belegte sie bei der U-19-Europameisterschaft 1996 sowie bei der U-20-Weltmeisterschaft 1997 jeweils den vierten Platz. Im Jahr 1998 gab sie ihr Länderspieldebüt für die norwegische A-Nationalmannschaft. Ihre erste Turnierteilnahme war bei der Weltmeisterschaft 1999, wo sie im Auftaktspiel gegen Belarus mit acht Treffern die torgefährlichste Spielerin der norwegischen Auswahl war. Am Ende errang sie mit Norwegen den WM-Titel. Im folgenden Jahr nahm Sættem Jomaas an den olympischen Spielen teil, bei der sie mit Norwegen die Bronzemedaille gewann. Zwei Jahre später folgte der Gewinn der Silbermedaille bei der Europameisterschaft 2002. Anschließend verhinderten ihre Schulterprobleme eine Teilnahme an einem Großturnier.

### Als Trainerin
Sættem Jomaas ist seit dem Jahr 2009 als Trainerin im Jugendbereich von Flint Tønsberg tätig. Für wenige Monate hatte sie das Traineramt der ersten Damenmannschaft von Flint inne, die während ihrer Amtszeit in der 2. divisjon, die dritthöchste norwegische Spielklasse, antrat. Anschließend legte sie wieder den Fokus auf den Nachwuchs des Vereins.

## Sonstiges
Sie ist mit dem ehemaligen norwegischen Handballspieler Geir Jomaas verheiratet, mit dem sie drei gemeinsame Kinder hat.